# Ministerie van Onderwijs
Een ministerie van Onderwijs, onder leiding van een minister van Onderwijs, is verantwoordelijk voor het voorzien van onderwijs. In federale landen (zoals België, Duitsland en Zwitserland) wordt deze bevoegdheid vaak grotendeels aan de deelstaten overgelaten.
| Land                                     | Ministerie | Minister                                                                                             |
| ---------------------------------------- | --- | --- |
| België - Vlaanderen - Franse Gemeenschap | Ministerie van Onderwijs, tot de regionalisering van de onderwijsbevoegdheid: - Vlaams Ministerie van Onderwijs en Vorming | lijst van Belgische ministers - lijst van Vlaamse ministers - lijst van Franse Gemeenschapsministers |
| Frankrijk                                | | lijst van Franse ministers                                                                           |
| Nederland                                | Ministerie van Onderwijs, Cultuur en Wetenschap                                                                            | lijst van Nederlandse ministers                                                                      |
| Suriname                                 | Ministerie van Onderwijs, Wetenschap en Cultuur                                                                            | lijst van Surinaamse ministers                                                                       |
| Verenigde Staten                         | United States Department of Education (plus ministeries per staat)                                                         | lijst van Amerikaanse ministers                                                                      |